# Moste (gmina Žirovnica)
Moste – wieś w Słowenii, w gminie Žirovnica. 1 stycznia 2017 liczyła 629 mieszkańców.